# NGC 7332
NGC 7332 est une galaxie lenticulaire particulière, vue par la tranche et située dans la constellation de Pégase. Sa vitesse par rapport au fond diffus cosmologique est de 846 ± 25 km/s, ce qui correspond à une distance de Hubble de 12,5 ± 1,0 Mpc (∼40,8 millions d'al). NGC 7332 a été découverte par l'astronome germano-britannique William Herschel en 1784.
NGC 7332 a été utilisée par Gérard de Vaucouleurs comme une galaxie de type morphologique S0o sp dans son atlas des galaxies,
. Les lettres sp désignent le mot anglais spindle (fuseau, tige, etc.) pour une galaxie vue par la tranche. 
NGC 7332 présente une large raie HI. La distance de Hubble de NGC 7339 est égale à 14,56 ± 1,008 Mpc (∼47,5 millions d'al). Considérant les incertitudes des distances de ces deux galaxies, il est possible qu'elles forment une paire réelle.
À ce jour, 14 mesures non basées sur le décalage vers le rouge (redshift) donnent une distance de 13,754 ± 5,582 Mpc (∼44,9 millions d'al), ce qui est à l'intérieur des valeurs de la distance de Hubble.

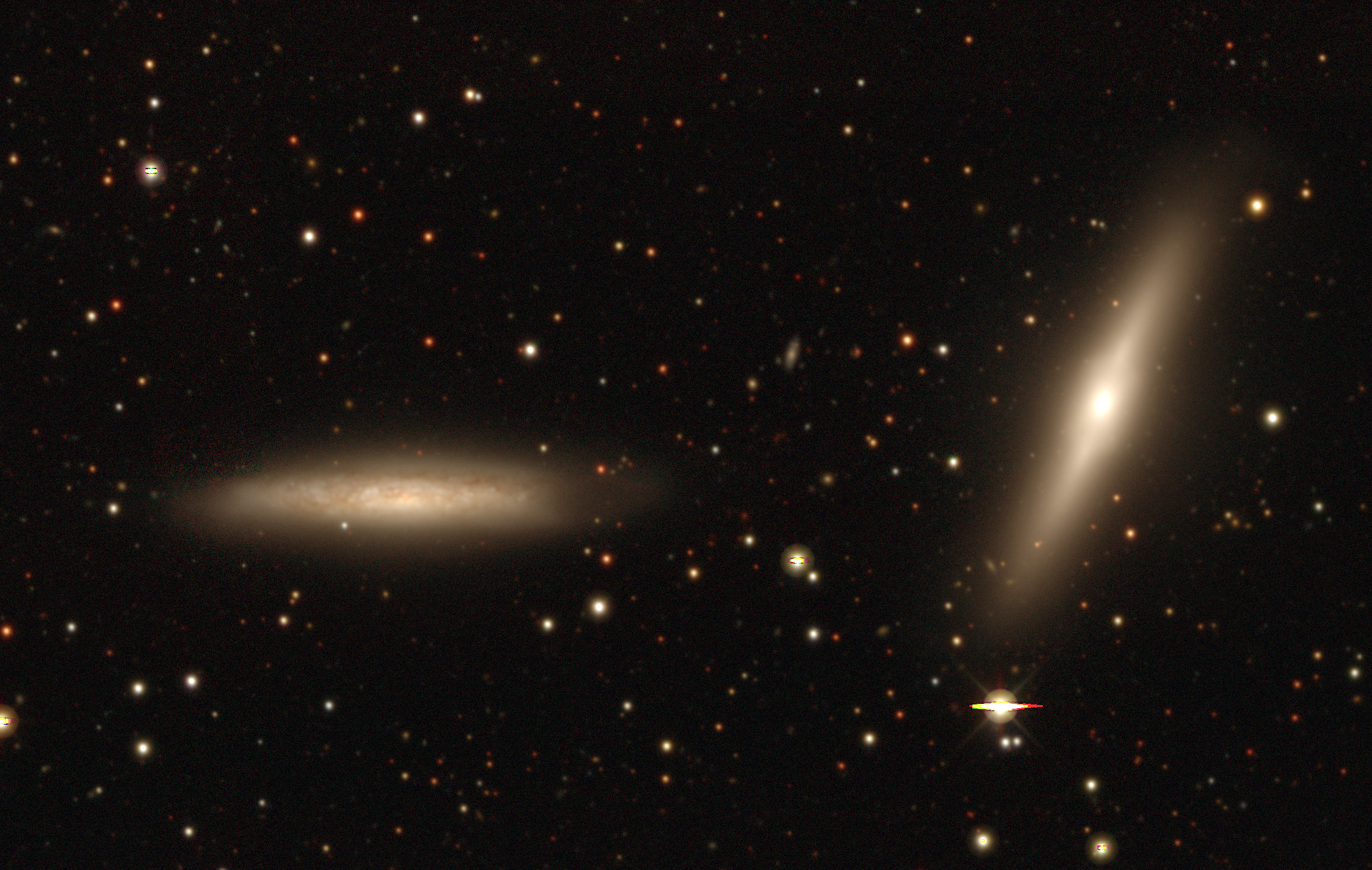
Les galaxies NGC 7332 et NGC 7339 par le projet « Legacy Surveys DR10 ».